# بانکا پوپولاره دی میلانو
بانکا پوپولاره دی میلانو (به ایتالیایی: Banca Popolare di Milano) بانک تعاونی ایتالیایی است، که شعبه مرکزی آن، در شهر میلان مستقر می‌باشد. این بانک در سال ۱۸۶۵ توسط لوئیجی لوزاتی؛ که سپس نخست وزیر ایتالیا شد، تأسیس گردید، سپس به وسیلهٔ هرمان شولتز دلیچ اقتصاددان آلمانی، توسعه یافت.